# Sander Donkers
Sander Donkers (Amsterdam, 1967) is een Nederlandse (muziek)journalist, auteur en columnist. 

## Loopbaan
Sander Donkers is de zoon van programmamaker en schrijver Jan Donkers. Na het Barlaeus Gymnasium volgde hij de opleiding Gitaar aan het Rotterdams conservatorium en studeerde enige jaren Geschiedenis en Culturele studies aan de Universiteit van Amsterdam. Hij maakte deze studie niet af maar koos voor de muziek.  Daarnaast werkte Donkers als freelancer voor de kunstredactie van Het Parool. Ook was hij interviewer en programmamaker voor het VPRO-muziekprogramma Lola da Musica. 
Sander Donkers werkte van 1999 tot 2020 als redacteur bij Vrij Nederland. Hij schreef naast een breed scala aan onderwerpen veel over popmuziek. In 2018 werd hij columnist voor de Volkskrant. Sinds 2020 is hij ook columnist voor Vlot, een magazine voor mensen die op het water wonen.

## Erkenning
In 2005 werd zijn artikel Er wordt gediscrimineerd. Punt uit., dat hij schreef met collega Harm Ede Botje, beloond met de Europese Journalistenprijs. Het artikel, dat in Vrij Nederland verscheen, ging over discriminatie op de werkvloer. In 2012 won hij de Jip Golsteijn Journalistiekprijs voor het interview De laatste troubadours, dat hij samen met VN-collega David Kleijwegt hield. Het profiel over de damschreeuwer De man die de koningin aanrandde, dat hij samen met Robert van de Griend schreef, kreeg in 2010 de journalistieke jaarprijs De Tegel. Dat artikel werd tevens onderscheiden met de Mercur Tijdschriftreportage van het Jaar. Voor zijn hele oeuvre als popjournalist kreeg hij in 2010 de Pop Media Prijs.

## Muzikant
Donkers zat samen met Thomas Acda in de band Herman & ik. Met het nummer Als je bij me weggaat kreeg de popgroep in 1993 enige bekendheid, maar een muzikale doorbraak bleef uit. Donkers speelde als gitarist in meerdere bands, waaronder VanWyck, het alter ego van de Nederlandse singer-songwriter Christine Oele. In 1988 won hij met One Track Charlie de Grote Prijs van Nederland.

## Auteur
In 2003 verschenen zijn gebundelde verhalen en interviews Lipstick Sunset. De titel is ontleend aan een regel uit een song van John Hiatt. In het boek gaat hij op zoek naar de oorsprong van de Amerikaanse popmuziek. In 2016 verscheen van hem de geautoriseerde biografie van rockmuzikant Barry Hay onder de titel Hay. In 2020 verscheen zijn Tante Jo - Liefdevol en geestig portret van een (on)alledaags vrouwenleven in de twintigste eeuw.

## Prijzen
- Jip Golsteijn Journalistiekprijs (2012)
- Mercur (2010)
- Pop Media Prijs (2010)
- De Tegel (2010)
- Europese Journalistenprijs (2005)
- Grote Prijs van Nederland (1988)